# Brandérion
Brandérion (bretonisch: Prederion) ist eine französische Gemeinde mit 1.480 Einwohnern (Stand: 1. Januar 2022) im Département Morbihan in der Region Bretagne. Sie Gemeinde gehört zum Arrondissement Lorient und zum Kanton Pluvigner.

## Geographie
Brandérion liegt im Binnenland im Westen des Départements Morbihan. Die Ortschaft befindet sich ungefähr 15 Kilometer südwestlich der Stadt Lorient. Nachbargemeinden sind Languidic im Nordwesten, Norden und Osten, Nostang im Süden sowie Kervignac im Westen.

## Geschichte
Erstmals tauchte der Ort im Jahr 1363 auf, als seine Zugehörigkeit zur Kirchgemeinde Languidic erwähnt wurde. Bis ins Jahr 1402 gehörte Brandérion zu dieser Kirchgemeinde und wurde danach eine eigenständige Pfarrei. Die Herren von Brandérion saßen auf Schloss Kerlivio. Historisch gehörte Brandérion zum Vannetais (bretonisch:Bro-Gwened). 1790 wurde die Pfarrei eine eigenständige Gemeinde. Von 1793 bis 1801 war sie dem Kanton Languidic und dem District Hennebont zugeteilt. Ab 1801 gehörte Brandérion zum Arrondissement Lorient und von 1801 bis 2015 zum Kanton Hennebont.

### Bevölkerungsentwicklung
Brandérion gehörte 1793 mit 352 Bewohnern zu den einwohnerschwächsten Gemeinden der Region. Dies blieb trotz eines Anstiegs im gesamten 19. Jahrhundert so. In der Zeit zwischen 1861 und 1975 bewegten sich die Bevölkerungszahlen stets in einem Bereich von 500 bis 600 Personen. Danach folgte eine starke Wachstumsphase bis 1990 (1975–1990: +79 %). In den Jahren zwischen 1990 und 2006 sank die Anzahl Bewohner wieder leicht. Seit 2006 ist ein Aufwärtstrend zu verzeichnen (2006–2012: +46 %)
| Jahr      | 1962 | 1968 | 1975 | 1982 | 1990 | 1999 | 2006 | 2012 | 2019 |
| Einwohner | 583  | 551  | 574  | 947  | 1028 | 953  | 942  | 1377 | 1459 |

## Sehenswürdigkeiten
- Kirche Saint-Pierre (erbaut 1879)
- Kapelle Sainte-Anne aus dem 14. Jahrhundert
- Mairie der Gemeinde, früher das Pfarrhaus
- Bauernhäuser, Brunnen und Waschbecken aus dem 17. und 18. Jahrhundert
- Schloss von Kerlivio aus dem Jahr 1830 (Privatbesitz), Monument historique
- Teich von Coëtrivas (Privatbesitz, nicht zugänglich)
- Miliarium aus dem 18. Jahrhundert in Pontoir
- Lec’h (flacher/glatter behauener Stein) aus gallischer Zeit (Eisenzeit)
- Windmühle in Kerlivio

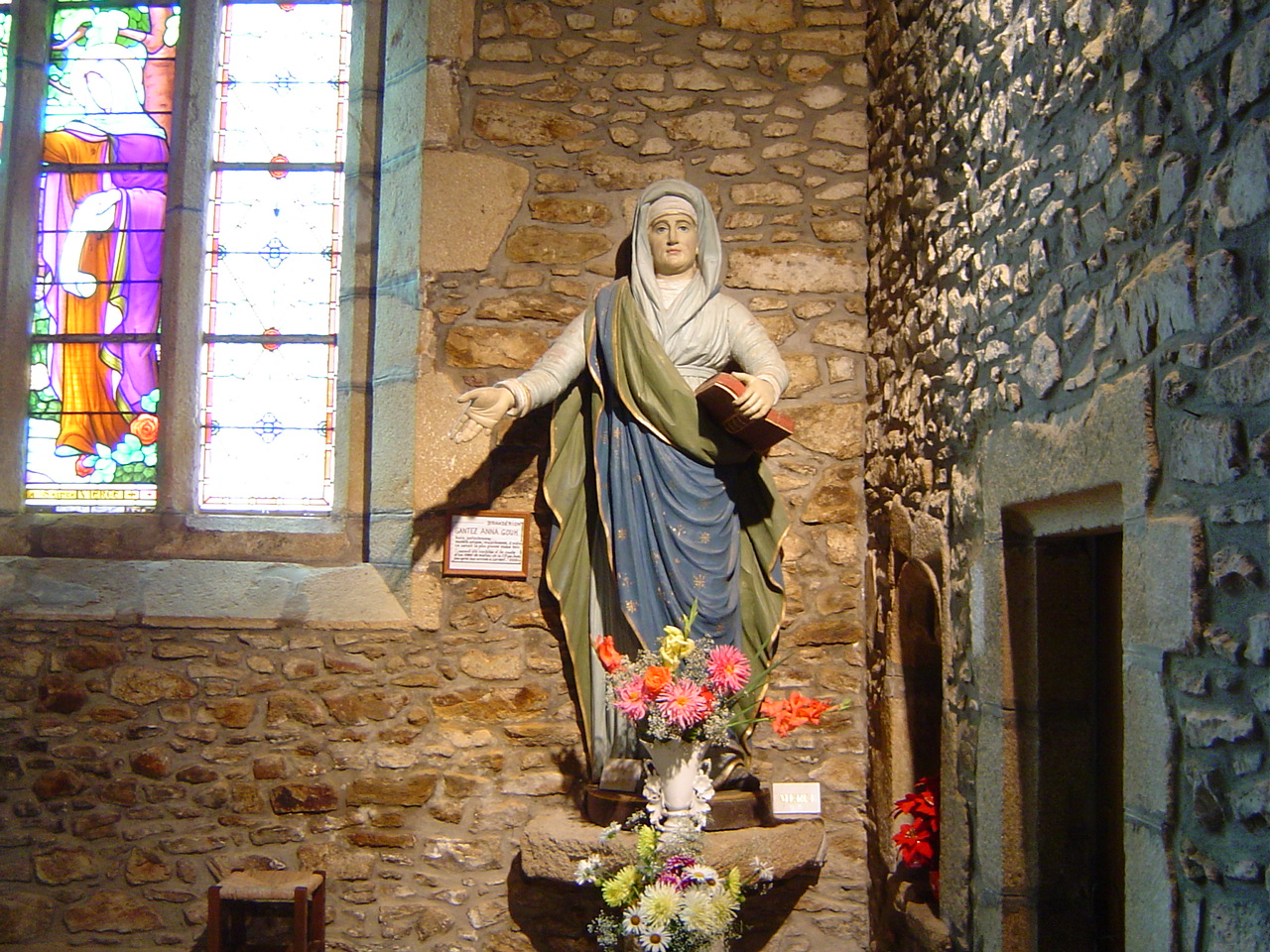
Statue der Heiligen Anna in der Kapelle Sainte-Anne
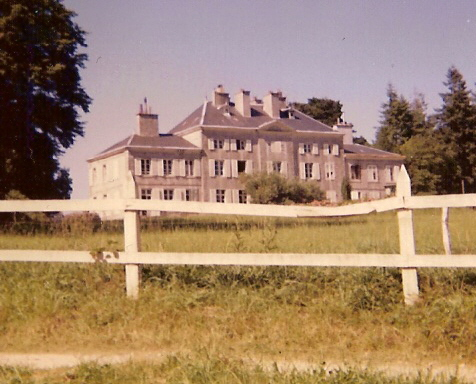
Schloss Kerlivio um 1970
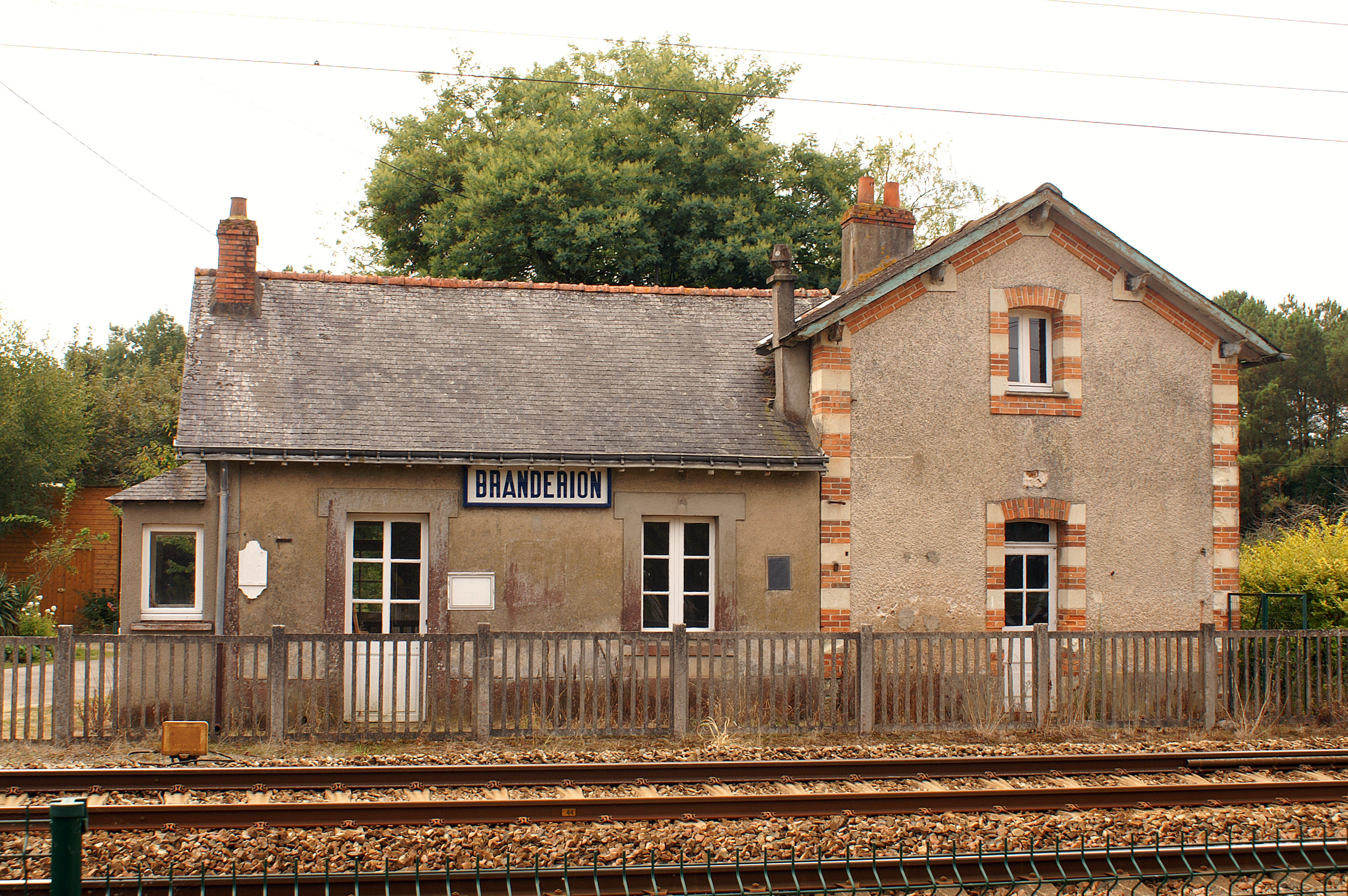
Früherer Bahnhof von Brandérion an der Bahnstrecke Savenay–Landerneau

## Persönlichkeiten
- Geoffroy de Goulaine (1844–1913), Senator von Morbihan (1901–1913)
- der Geistliche Louis Le Cam, Hauptmann der Infanterie eines Kolonialregiments, Kriegsheld des Ersten Weltkriegs